# Jeunesse Sportive du Ténéré
Jeunesse Sportive du Ténéré és un club de futbol nigerí que té la seu a Niamey. El seu estadi és el Général Seyni Kountché Stadion.

## Palmarès
- Lliga nigerina de futbol:[1]

2000, 2001
- Copa nigerina de futbol:[2]

1997, 1998, 1999, 2000